# Hyaenodonta
Hyaenodontes
Sous-ordre
Familles de rang inférieur
- † Hyainailouridae Pilgrim, 1932
- † Hyaenodontidae Leidy, 1869
- † ? Proviverridae ou sous-famille des Proviverrinae
- † ? Koholiinae Crochet, 1988
- † ? Limnocyonidae

Les Hyaenodonta (hyaenodontes en français), parfois appelés « Hyaenodontida » sont un sous-ordre fossile de mammifères euthériens hypercarnivores de l'ordre des créodontes.

## Présentation
Ils ont vécu en Afrique, en Eurasie et en Amérique du Nord au cours du Cénozoïque depuis le Paléocène inférieur (Danien) jusqu'au Miocène moyen (Serravallien), soit il y a environ entre 66,0 et 11,63 millions d'années.

## Description
L'étude de la denture d'un spécimen d'Apterodon macrognathus et d'autres hyaenodontes par Borths et Stevens en 2017, a montré une différence importante entre les Hyaenodonta et les animaux de l'ordre des Carnivora. Les dents déciduales (« de lait ») des hyaenodontes apparaissaient en effet beaucoup plus lentement que chez les membres de l'ordre des carnivores.

## Classification
Le sous-ordre des Hyaenodonta a été créé en 1967 par le biologiste américain Leigh Van Valen (1935-2010).
Classés à l’origine aux côtés des oxyaenidés au sein des Creodonta, les hyaenodontes ont vraisemblablement évolués à partir de l'Afrique au cours du Paléocène,.
Ils incluent selon les classifications plusieurs super-familles et familles qui renferment un très grand nombre de genres :
- Super-familles :
  - Hyaenodontoidea ;
  - Hyainailouroidea ;
  - Oxyaenoidea.
- Familles :
  - Hyaenodontidae ;
  - Hyainailouridae ;
  - Proviverridae ;
  - Limnocyonidae ;
  - Oxyaenidae.

Cependant, selon Floréal Solé et ses collègues en 2015, les Hyaenodonta ne regrouperait que deux (ou trois) familles :
- - Hyaenodontidae Leidy[7], 1869 ;
  - Hyainailouridae Pilgrim[8], 1932 ;
  -  ? Koholiinae Crochet[9], 1988.

### Liste des genres
- Famille des Proviverridae :
  -     - Genre Allopterodon
    - Genre Arfia
    - Genre Boualitomus
    - Genre Cynohyaenodon
    - Genre Eurotherium
    - Genre Indohyaenodon
    - Genre Kyawdawia
    - Genre Leonhardtina
    - Genre Masrasector

- -     - Genre Paracynohyaenodon
    - Genre Paratritemnodon
    - Genre Prodissopsalis
    - Genre Prototomus
    - Genre Proviverra
    - Genre Sinopa (syn. Stypolophus, Triacodon)
    - Genre Tinerhodon
- Famille des Limnocyonidae :
  -     - Genre Iridodon
    - Genre Limnocyon (syn. Telmatocyon)
    - Genre Oxyaenodon
    - Genre Prolimnocyon
- Famille des Hyaenodontidae
  -     - Genre Thinocyon
    - Genre Hyaenodon
    - Genre Metapterodon
    - Genre Neoparapterodon
    - Genre Pyrocyon
- Famille des Hyainailouridae
  - Sous-famille des Apterodontinae
    - Genre Apterodon (syn. Dasyurodon)
    - Genre Quasiapterodon
    - Genre ? Anasinopa
    - Genre ? Buhakia
    - Genre ? Dissopsalis
    - Genre ? Francotherium
- - Sous-famille des Hyainailourinae
    - Genre Akhnatenavus
    - Genre Hemipsalodon
    - Genre Hyainailurus (syn. Sivapterodon)
    - Genre Isohyaenodon
    - Genre Leakitherium
    - Genre Megistotherium
    - Genre Metasinopa
    - Genre Paroxyaena
    - Genre Pterodon
    - Genre Simbakubwa
- Incertae sedis
  -     - Genre Acarictis
    - Genre Alienetherium
    - Genre Consobrinus
    - Genre Galecyon
    - Genre Gazinocyon
    - Genre Geiselotherium
    - Genre Hyaenodontipus

- -     - Genre Imperatoria
    - Genre Ischnognathus
    - Genre Orienspterodon
    - Genre Oxyaenoides
- -     - Genre Paenoxyaenoides
    - Genre Parapterodon
    - Genre Paravagula
    - Genre Praecodens
    - Genre Prolaena
    - Genre Propterodon
    - Genre Proviverroides
    - Genre Quasiapterodon
    - Genre Quercitherium
    - Genre Schizophagus
    - Genre Teratodon
    - Genre Thereutherium
    - Genre Tritemnodon
    - Genre Yarshea

### Publication originale
- [1967] (en) Leigh Van Valen, « New Paleocene insectivores and insectivore classification », Bulletin of the American Museum of Natural History, New York, Musée américain d'histoire naturelle, vol. 135, no 5,‎ 1967, p. 219-284 (ISSN 0003-0090 et 1937-3546, OCLC 1287364, lire en ligne). .